# Hauptstraße 26 (Bergheim)

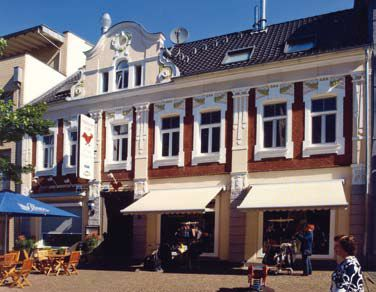
Das historische Haus Nr. 26 auf der Hauptstraße in Bergheim

Das Haus auf der Hauptstraße Nr. 26 (auch „Haus Rößler“ genannt) ist ein historisches Gebäude, das sich in der Innenstadt der Kreisstadt Bergheim im Rhein-Erft-Kreis in Nordrhein-Westfalen befindet.

## Baugeschichte und Architektur
Franz Hubert Rößler, geb. 1833, hatte das Wohnhaus an der heutigen Hauptstraße 26 zwischen 1871 und 1880 von einem Uhrmacher erworben. Er richtete hier zunächst eine Wirtschaft ein. Als er 1900 starb, übernahm sein Sohn Karl das Haus. Er hatte den Beruf des Kochs und Konditors erlernt. Er erweiterte das Spektrum seines Angebotes, indem er in seinem Hause auch eine Konditorei und ein Café betrieb und Hotelzimmer vermietete. Seine Backwaren waren weithin berühmt und wurden auch in die Nachbarorte verkauft. Beim Kauf durch Franz Hubert Rößler besaß das zweistöckige Gebäude lediglich eine schlichte Backsteinfassade. Um 1900 brachte man die heute noch vorhandenen Stuckornamente und Fenstereinrahmungen an.
Haus Rößler besaß einen großen Saal, in dem viele Festlichkeiten begangen wurden. Es war unter der Leitung von Karl Rößler zu Beginn des 20. Jahrhunderts neben dem Hotel Weidenbach zur ersten gastronomischen Adresse in Bergheim geworden. Die Einfahrt für Kutschen und Fahrzeuge befand sich auf der rückwärtigen Bethlehemer Straße. Die Backstube lag auf dem rückwärtigen Hof. Nach dem Tod von Karl Rößler im Jahre 1935 führte seine Witwe Klara Hotel, Gaststätte, Konditorei und Café weiter. Der Hotelbetrieb wurde jedoch nach dem Zweiten Weltkrieg eingestellt. Nach dem Tod von Klara Rößler 1954 führten Franz und Maria, die Kinder von Karl Rößler aus seiner ersten Ehe, das Haus Rößler weiter. Die Gastwirtschaft wurde jedoch verpachtet, ebenso die übrigen Räumlichkeiten im Erdgeschoss. 1971 übernahm der Sohn von Maria Rößler, Karl Edgar, das Haus Nr. 26. 1972 zog eine Imbissstube in einen Teil des Erdgeschosses ein, wo bislang die Gastwirtschaft bestanden hatte. 

## Heutige Nutzung
Seit 1993 gehört das Haus einer Erbengemeinschaft. Noch immer wohnt ein Angehöriger, nämlich Karl Staffan Rößler, im Haus. Das ganze Anwesen wurde 2004 vollständig renoviert.